# Distretto di Guzargahi Nur
Il distretto di Guzargahi Nur è un distretto dell'Afghanistan appartenente alla provincia di Baghlan. Viene stimata una popolazione di 5 001 abitanti (stima 2016-17).